# Indépendantisme écossais

L'Écosse (en bleu foncé) et les autres nations du Royaume-Uni (en bleu clair)

 (avril 2022).
L'indépendantisme écossais (anglais : Scottish independence, scots : Scots unthirldom, gaélique écossais : Neo-eisimeileachd na h-Alba), appelé aussi le Scexit, est une idéologie politique soutenant la sécession par l'Écosse du Royaume-Uni (dont elle fait partie depuis 1707) afin qu'elle devienne un État souverain.

## Idéologie

Les revendications indépendantistes se fondent sur l'idée que l'Écosse, possédant une culture vigoureuse qui lui est propre, des systèmes bancaire, juridique et éducatif distincts de ceux de l'Angleterre, devrait à terme faire sécession du Royaume-Uni et recouvrer le statut indépendant dont elle jouissait avant 1707.
Le mouvement indépendantiste est très hétérogène, allant de ceux qui souhaitent une série de transitions vers l'indépendance avec un transfert progressif des pouvoirs, à ceux qui désirent accéder directement au statut d'État souverain. Un parlement écossais a vu le jour en 1999. Il détient une partie des pouvoirs législatifs qui relevaient auparavant du Parlement Britannique. Parallèlement à l'établissement d'un pouvoir législatif (Holyrood), la mise en place d'un exécutif écossais a permis au gouvernement de Whitehall le transfert d'un certain nombre de compétences et de responsabilités administratives.
Les partisans de l'indépendance continuent à penser que ce Parlement et cet exécutif ne sont qu'une étape intermédiaire dans un processus qui doit mener à terme l'Écosse au statut d'État-nation indépendant.
Le mouvement indépendantiste recouvre toute une diversité de courants politiques. S'il comporte un grand nombre de républicains militants, ce n'est pas l'objectif politique que met en avant le Parti national écossais (SNP). Celui-ci se présente comme une institution qui ratisse large et fait passer les conflits idéologiques derrière cet objectif prioritaire qu'est l'indépendance. La représentation proportionnelle a permis l'élection de députés appartenant à de petits partis qui ne partagent pas les mêmes points de vue politiques, mais qui ont en commun de souhaiter l'indépendance de l'Écosse. Depuis les élections de 2007, les nationalistes sont à la tête de l'exécutif écossais, dirigé par Alex Salmond. Ils ont promis qu'ils organiseraient un référendum sur l'indépendance de l'Écosse. L'accord d'Édimbourg signé le 15 octobre 2012 par David Cameron, Premier ministre du Royaume-Uni, et Alex Salmond, Premier ministre d'Écosse prévoit l'organisation le 18 septembre 2014 d'un référendum sur l'indépendance de l'Écosse.

## Contexte

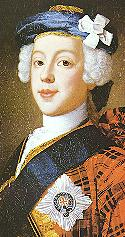
Charles Édouard Stuart, Bonnie Prince Charlie, le légendaire prétendant jacobite

À partir de 1072, l'histoire de l'Écosse mentionne une série de conflits sur les frontières ou de controverses sur la question de la souveraineté du roi d'Angleterre sur les souverains Écossais, majoritairement d'origine normande. Durant les guerres d'indépendance (approximativement 1290-1363), des parties de l'Écosse sont occupées à la suite de différentes invasions, mais elle conserve son indépendance.
En 1603, Jacques VI d'Écosse devient aussi Jacques Ier d'Angleterre, mais l'union des couronnes laisse les parlements divisés. L'Écosse conserve son gouvernement sous le droit global de la Grande-Bretagne. La lutte entre les deux pays devint alors économique.

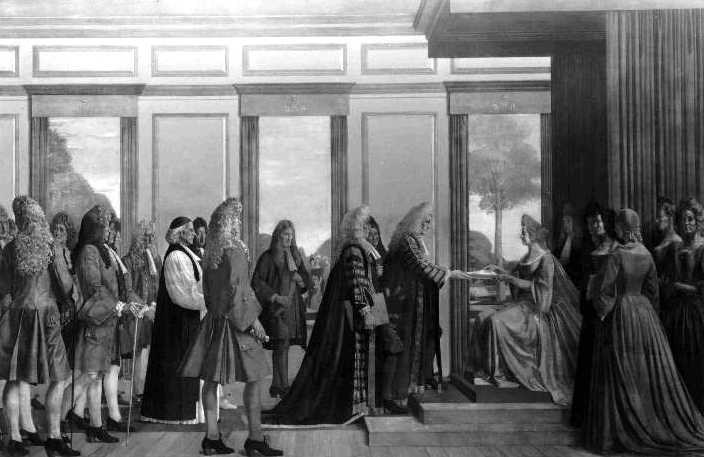
Walter Thomas Monnington : Unité parlementaire de l'Angleterre et de l'Écosse, palais de Westminster.

Après la signature de l'acte d'union de 1707 par les parlements anglais et écossais, ceux-ci sont tous deux dissous et leurs pouvoirs sont dévolus au nouveau parlement de Londres qui devint le parlement de Grande-Bretagne. Certains sujets comme la loi et l'éducation restent indépendants du système anglais, la culture et les langues écossaises conservant leur importance. Bien qu'il existe désormais une nouvelle identité britannique acceptée avec plus ou moins d'enthousiasme (pendant un certain temps l'Écosse est rebaptisée « Bretagne du Nord ») le sentiment d'identité nationale écossaise reste fort.
Le jacobitisme, concerné à l'origine par la question du droit du souverain sur le parlement, devient un instrument d'opposition bientôt associé au nationalisme écossais (et irlandais). Après l'écrasement des soulèvements jacobites, le jacobitisme survivra surtout à travers l'image qu'en donnent les romans de Walter Scott et deviendra un des éléments de la mémoire britannique.
Il existe des indices suggérant que certains écossais impliqués dans les divers soulèvements radicaux de la fin du XVIIIe siècle et du début du XIXe, tels que la « Guerre Radicale » en 1820, étaient aussi des partisans de l'indépendance. On a notamment discuté du sens à donner au slogan « Écosse libre ou déserte » (anglais : Scotland free or a desert) figurant sur une bannière.

## Autonomie
À partir du milieu du XIXe siècle, on voit apparaître un mouvement pour l'autonomie qui plaide en faveur d'une rétrocession du pouvoir sur les affaires intérieures, mais le mouvement indépendantiste a tendance à s'essouffler jusque dans les années 1920.
La première revendication pour un Parlement Écossais, en 1853, émane d'un mouvement proche du Parti conservateur et reçoit rapidement le soutien du Parti Libéral. Mais la question n'est pas jugée prioritaire et lorsque le projet de loi sur l'autonomie de l'Écosse est présenté au Parlement de Westminster en 1913, la procédure est interrompue par la Première Guerre mondiale. Le jeune Parti travailliste se déclare comme le Parti Libéral en faveur de l'autonomie de l'Écosse, mais les coalitions minoritaires ont d'autres priorités et les travaillistes abandonnent ce programme à la faveur des élections générales de 1945. En 1974 le Parti Travailliste fait marche arrière en soutenant la question d'un Parlement écossais et en proposant un référendum.

## Nationalisme écossais
En 1921 (principalement à l'instigation du Sinn Féin) se forme la ligue nationale écossaise, dont le gros des troupes est concentré à Londres et réclame l'indépendance. La ligue fonde un journal, le Scots Independant en 1926 et, en 1928, elle apporte son concours à l'Association nationaliste de l'université écossaise de Glasgow pour former le Parti national d'Écosse, dont l'objectif est la création d'un État écossais indépendant. Parmi ses fondateurs on peut citer le poète Hugh MacDiarmid, qui souhaite promouvoir une littérature spécifiquement écossaise, et des personnalités liées au Parti travailliste.
Ces nationalistes vont collaborer avec le Parti écossais, organisation autonomiste fondée en 1932 par d'anciens membres du Parti conservateur. En 1934 ces deux mouvements fusionnent pour former le Parti National Écossais, qui commence par se battre pour l'autonomie avant de prendre fait et cause pour l'Indépendance. Le mouvement traverse une période difficile dans les années 1930 lorsque le terme nationalisme se trouve associé au national-socialisme allemand. Il obtient néanmoins un siège au Parlement lors d'une élection partielle en 1945, mais le député perd son siège trois mois plus tard lors des élections législatives. Le Parti national écossais (SNP) connaît une série de succès électoraux dans les années 1960, et après la découverte de pétrole en mer du Nord (1970) il pourra répondre à ceux qui doutent de la capacité de l'Écosse à se débrouiller seule sur le plan économique : « Le pétrole appartient à l'Écosse ».

## Renouveau des années 1970
En 1974, il y aura par deux fois des élections pour renouveler le parlement. Lors de la première élection, les Écossais élisent sept membres du parti national à la Chambre des communes, et onze lors de la seconde élection. Ceci renforce le mouvement indépendantiste, faisant du même coup avancer la question de l'indépendance de l'Écosse dans l'ordre du jour de la Chambre des communes où le parti travailliste est à la tête d'un gouvernement de coalition avec le parti libéral.
Comme il l'avait promis, le parti travailliste propose la création d'un parlement écossais sous la forme d'une assemblée semi-autonome qui contrôlerait certaines questions de politique intérieure écossaise, mais si ce projet a le soutien du parti travailliste écossais, quelques parlementaires (principalement des Anglais) s'opposent à une telle réforme pour laquelle ils n'ont pas été mandatés. Westminster décide alors de soumettre la question à un référendum, en fixant la barre très haut puisqu'il faudra que plus de 40 % de l'électorat et non seulement la majorité des votes exprimés se prononce en faveur de la réforme. En l'occurrence 33 % des électeurs votent pour et 31 % contre, avec une abstention de 36 % qui met la proposition de réforme en échec. La marche vers l'indépendance revient au point mort lorsque le parti National écossais soutient une motion de censure qui précipite la tenue de nouvelles élections en 1979 et porte au pouvoir une des adversaires les plus notoires de l'indépendance écossaise, Margaret Thatcher, qui devient premier ministre du Royaume-Uni à la tête d'un gouvernement conservateur.

## Dévolution

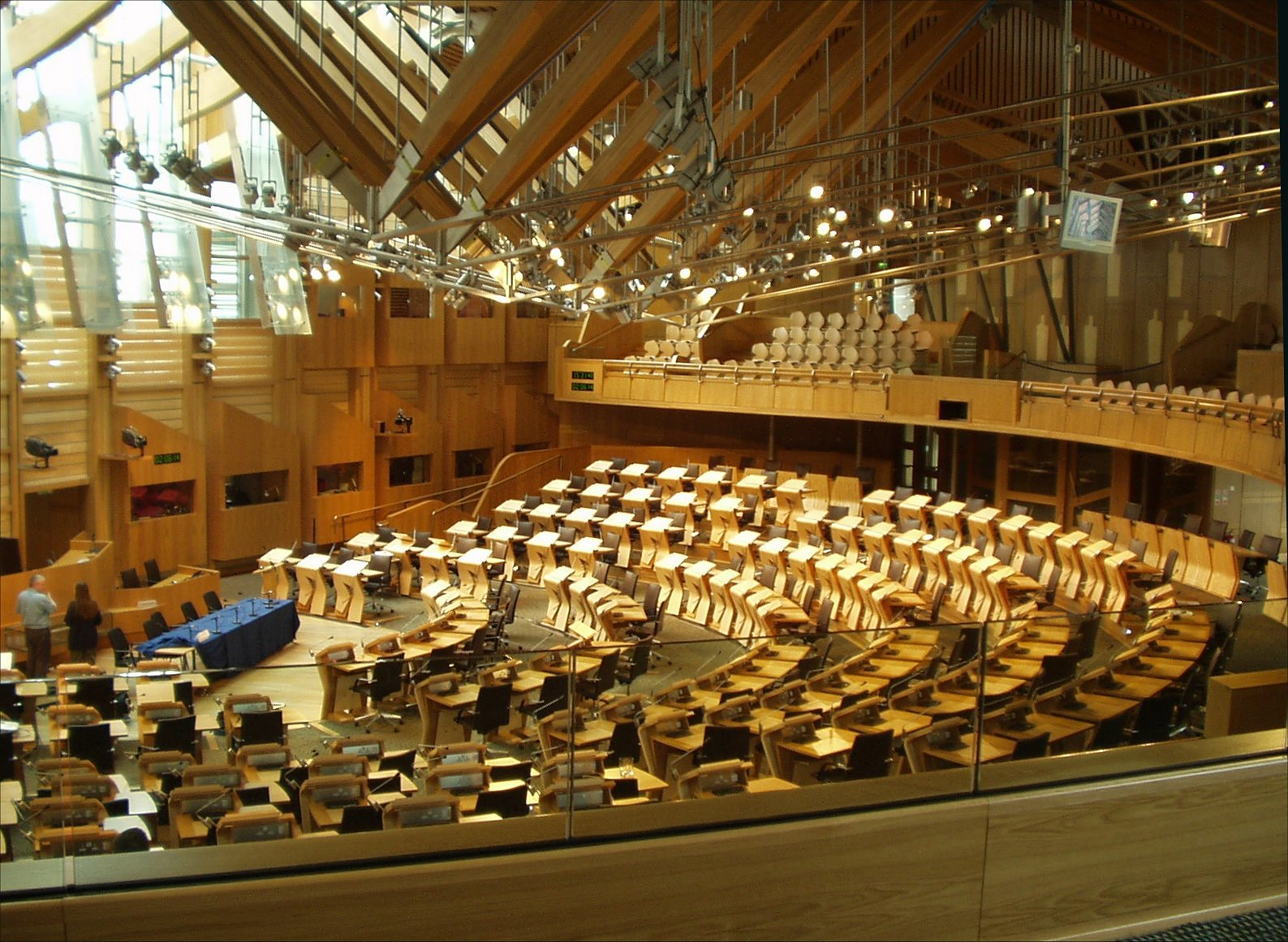
Intérieur du nouveau parlement

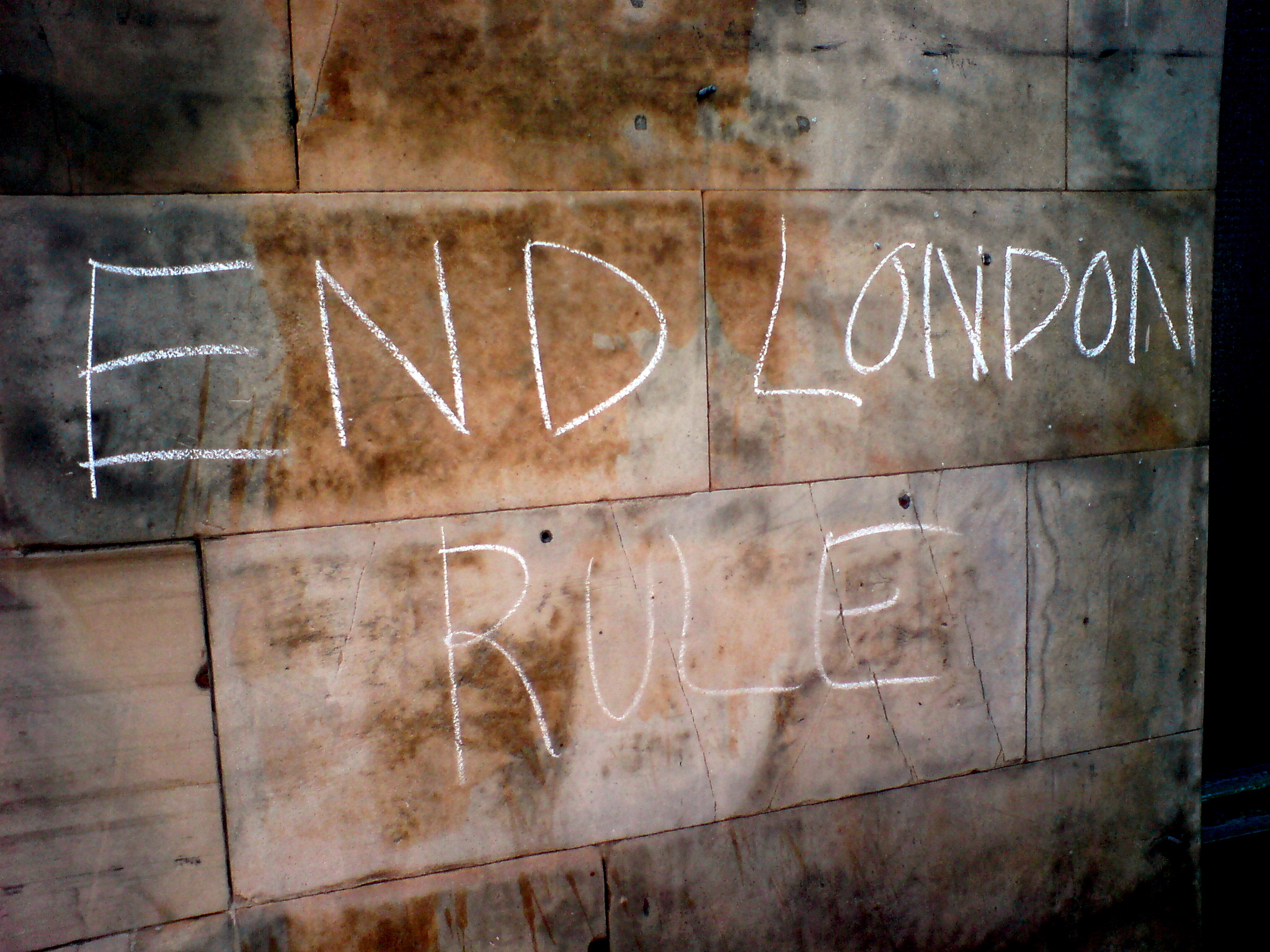
Graffiti nationaliste à Édimbourg

Les partisans de l'indépendance de l'Écosse sont toujours divisés face au mouvement autonomiste. Celui-ci compte nombre de défenseurs de l'union qui souhaitent une délégation des pouvoirs dans le cadre du Royaume-Uni. D'autres considèrent le mouvement autonomiste comme transition vers l'indépendance, d'autres encore militent pour une séparation immédiate.
Après 1979, pendant les années du gouvernement de Margaret Thatcher puis de John Major, le mouvement de revendication en faveur d'une assemblée écossaise aboutit en 1989 à la naissance d'un consensus entre partis sur le principe de la délégation des pouvoirs au sein de la convention pour une constitution de l'Écosse. Il faut noter cependant que le parti conservateur refuse de participer aux travaux de la convention et que le parti national écossais s'en retire dès lors qu'il comprend que la convention rechigne à envisager l'indépendance comme une solution possible au débat constitutionnel.
En 1997, le parti travailliste remporte les élections générales et Donald Dewar, secrétaire d'État aux affaires écossaises, met en œuvre le projet arrêté d'un parlement écossais que le parti travailliste s'était engagé à soutenir. Un référendum a lieu au mois de septembre de la même année, avec 75 % des suffrages en faveur de la dévolution. Le parlement britannique peut alors passer une loi qui instaure un parlement écossais électif, qui contrôlera la plus grande partie des affaires intérieures de l'Écosse. En mai 1999 ont lieu les premières élections écossaises au parlement, et au mois de juillet une nouvelle séance du parlement est déclarée ouverte pour la première fois depuis que la chambre précédente avait été ajournée en juillet 1707. Le parlement écossais compte 129 députés élus selon un système de représentation proportionnelle.
Avec l'accord unanime de tous les partis, c'est le chant égalitariste A Man's a Man for A' That (Un homme est un homme quel qu'il soit) qui sera interprété par la militante Sheena Wellington (en) lors de la séance inaugurale du parlement écossais. Les paroles de Robert Burns provoquent une profonde émotion dans l'auditoire et le chant devient l'hymne officieux du mouvement indépendantiste écossais.
Dans la même veine égalitariste, l'inauguration du siège du nouveau parlement écossais par la reine Elizabeth II se fera au son de la Fanfare for the Common Man d'Aaron Copland.

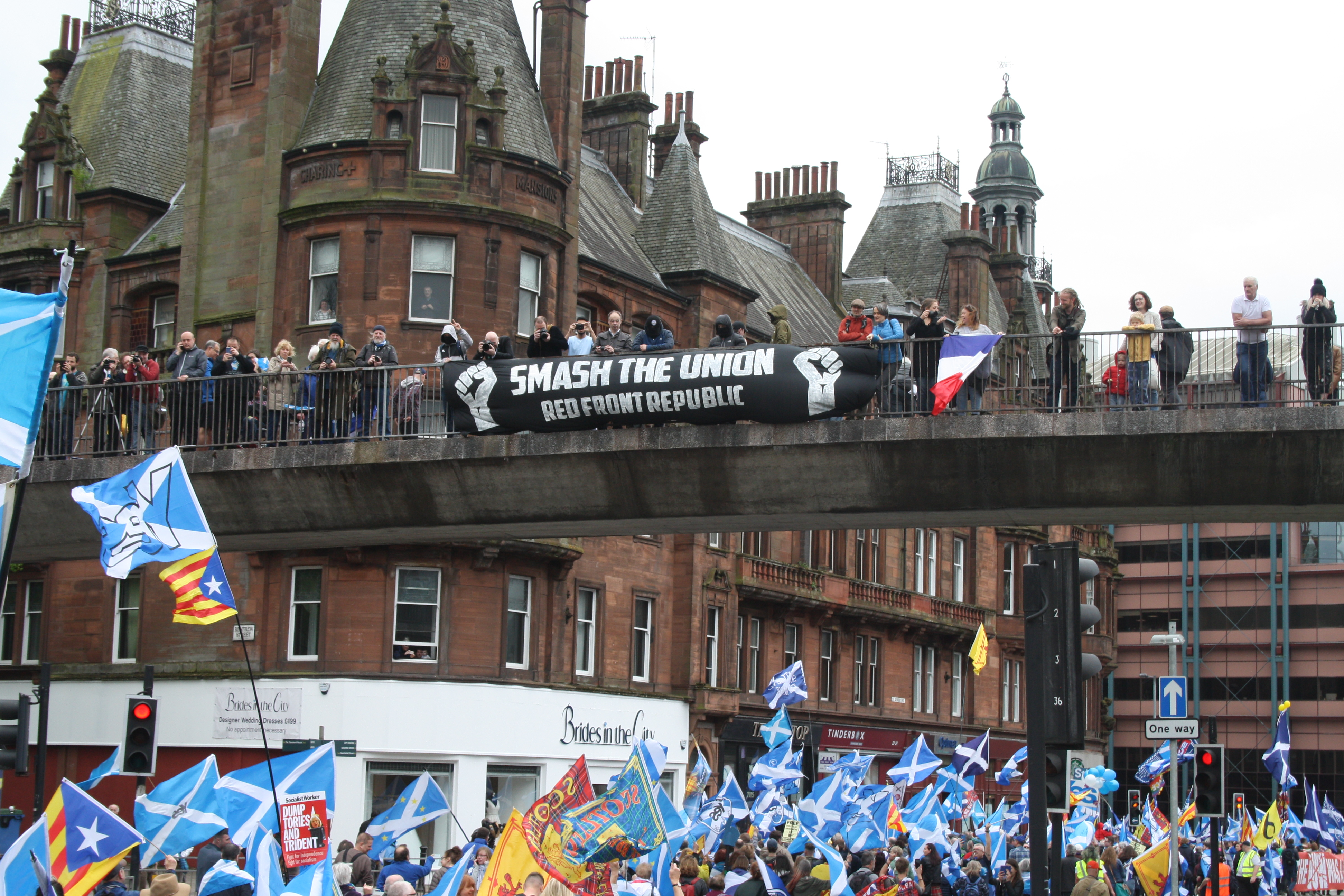
Manifestation proindependantiste en Écosse en mai 2018

Bien que le peuple écossais ait obtenu la dévolution des pouvoirs et retrouvé sa souveraineté sur la plupart des affaires intérieures écossaises, les nationalistes (S.N.P.) continuent à réclamer l'indépendance totale. Le sentiment indépendantiste domine également à l'extrême-gauche, où Solidarité et S.S.P. sont partisans d'une « indépendance socialiste de l'Écosse », et chez les Verts.

## Légalité
Malgré la création du parlement autonome de l'Écosse, le parlement britannique est toujours le corps législatif suprême de l'Écosse, autant que du reste du Royaume-Uni. Selon la constitution non-écrite britannique, ce parlement possède la souveraineté parlementaire ; c'est ainsi que le parlement peut légiférer sans aucune limite, sauf la souveraineté suprême des parlements suivants. Pourtant, l'application de ce principe-clé de la constitution de l'Union en Écosse est contestée, puisque l'Écosse a un système légal entièrement séparé de l'Angleterre, qui date d'avant la création de l'Union.
Cependant, le parlement dévolu de l'Écosse n'a pas la capacité de promulguer au sujet de l'Union. « L'Union entre les Royaumes d'Écosse et d'Angleterre » est une affaire réservée au parlement britannique. En 2014, le parlement britannique a délégué provisoirement le pouvoir de tenir un référendum à ce sujet au parlement dévolu. Un référendum n'est pas strictement nécessaire pour achever l'indépendance écossais ; théoriquement le parlement britannique pourrait promulguer un acte sans le consentement du peuple écossais.

## Bienfaits
Les sympathisants de l'indépendance, dits les « nationalistes », affirment que l'indépendance offrirait de grands bienfaits à l'Écosse, tels que :
- La souveraineté, surtout par rapport aux actions du gouvernement britannique qui n'ont pas été toujours populaires en Écosse (brexit, national-conservatisme…) ;
- L'occasion de rejoindre l'Union européenne ;
- La possibilité pour l'Écosse de promouvoir en son nom propre son économie, son tourisme et sa culture à l'étranger ;
- Mettre fin à une période qu'ils considèrent comme étant une période d'oppression et d'abus de l'Angleterre envers l'Écosse.

## Désavantages
Les sympathisants du maintien de l'Écosse dans le Royaume-Uni, dits les « unionistes », affirment que l'indépendance ne sera pas un bienfait net pour la nation écossaise. En effet, les problèmes potentiels seraient :
- La monnaie future du pays ;
- La sécurité du pays ;
- Une frontière internationale entre l'Écosse et l'Angleterre, rendant plus ardus les échanges commerciaux.